# Lažánky (district de Strakonice)
Pour les articles homonymes, voir Lažánky.
Lažánky (en allemand : Laschanek, de 1939 à 1945 : Klein Laschan) est une commune du district de Strakonice, dans la région de Bohême-du-Sud, en République tchèque. Sa population s'élevait à 101 habitants en 2020.

## Géographie
Lažánky se trouve à 5 km au sud-ouest de Blatná, à 16 km au nord-nord-ouest de Strakonice, à 66 km au nord-ouest de České Budějovice et à 88 km au sud-ouest de Prague.
La commune est limitée par Kadov au nord, par Blatná à l'est et par Záboří au sud et à l'ouest.

## Histoire
La première mention écrite du village date de 1328.